# Мульминское сельское поселение
Мульминское се́льское поселе́ние — муниципальное образование в Высокогорском районе Татарстана Российской Федерации.
Административный центр — село Мульма.

## История
Статус и границы сельского поселения установлены Законом Республики Татарстан от 31 января 2005 года № 20-ЗРТ «Об установлении границ территорий и статусе муниципального образования "Высокогорский муниципальный район" и муниципальных образований в его составе».

## Население
| 2010  | 2011  | 2012  | 2013  | 2014  | 2015  | 2016  |
| ----- | ----- | ----- | ----- | ----- | ----- | ----- |
| 1108  | ↗1109 | ↘1107 | ↗1108 | ↗1117 | ↗1139 | ↘1132 |
| 2017  | 2018  |       |       |       |       |       |
| ↘1121 | ↗1123 |       |       |       |       |       |

## Состав сельского поселения
| № | Населённый пункт | Тип населённого пункта       | Население |
| - | ---------------- | ---------------------------- | --------- |
| 1 | Кзыл-Булгар      | посёлок                      |           |
| 2 | Красна           | деревня                      |           |
| 3 | Мульма           | село, административный центр |           |
| 4 | Сосмаги          | деревня                      |           |
| 5 | Чемерцы          | деревня                      |           |